# Todd Field
Todd Field (nome artístico de William Todd Field, Pomona, 24 de fevereiro de 1964) é um diretor, roteirista e ator de cinema e televisão americano.

## Filmografia
Como diretor
| Ano  | Título Original | Título no Brasil     | Notas |
| ---- | --------------- | -------------------- | ----- |
| 2001 | In the Bedroom  | Entre Quatro Paredes |       |
| 2006 | Little Children | Pecados Íntimos      |       |
| 2022 | Tár             | Tár                  |       |

Como ator
| Ano  | Título Original                      | Título no Brasil      | Personagem                   |
| ---- | ------------------------------------ | --------------------- | ---------------------------- |
| 2005 | The Second Front                     | Segundo Pelotão       | Nicolas Raus                 |
| 2001 | Beyond the City Limits               | Além dos Limites      | Jack Toretti                 |
| 2001 | New Port South                       |                       | Mr. Walsh                    |
| 2000 | Stranger than Fiction                |                       | Austin Walker/Donovan Miller |
| 2000 | Net Worth                            |                       | Thad Davis                   |
| 1999 | The Haunting                         | A Casa Amaldiçoada    | Todd Hackett                 |
| 1999 | Eyes Wide Shut                       | De Olhos Bem Fechados | Nick Nightingale             |
| 1998 | Broken Vessels                       |                       | Jimmy                        |
| 1997 | Farmer & Chase                       |                       | Chase                        |
| 1996 | Twister                              | Twister               | Tim 'Beltzer' Lewis          |
| 1996 | Walking and Talking                  | Walking and Talking   | Frank                        |
| 1994 | Sleep with Me                        |                       | Duane                        |
| 1994 | Frank & Jesse                        |                       | Bob Younger                  |
| 1993 | The Dog                              |                       | The Dog                      |
| 1993 | Ruby in Paradise                     |                       | Mike McCaslin                |
| 1991 | Queens Logic                         |                       | Cecil                        |
| 1990 | The End of Innocence                 |                       | Richard                      |
| 1990 | Full Fathom Five                     |                       | Johnson                      |
| 1990 | Back to Back                         |                       | Todd Brand                   |
| 1989 | Fat Man and Little Boy               | O Início do Fim       |                              |
| 1989 | Eye of the Eagle 2: Inside the Enemy |                       | Anthony Glenn                |
| 1989 | Gross Anatomy                        |                       | David Schreiner              |
| 1987 | Radio Days                           | A Era do Rádio        | Robert Wilson                |
| 1987 | The Allnighter                       |                       | Bellhop                      |

Como roteirista
| Ano  | Título Original | Título no Brasil     | Notas |
| ---- | --------------- | -------------------- | ----- |
| 2001 | In the Bedroom  | Entre Quatro Paredes |       |
| 2006 | Little Children | Pecados Íntimos      |       |

Como Produtor
| Ano  | Título Original | Título no Brasil     | Notas |
| ---- | --------------- | -------------------- | ----- |
| 2001 | In the Bedroom  | Entre Quatro Paredes |       |
| 2006 | Little Children | Pecados Íntimos      |       |

## Principais prêmios e indicações
Oscar
| Ano  | Categoria               | Filme                | Notas    |
| ---- | ----------------------- | -------------------- | -------- |
| 2023 | Melhor Roteiro Original | Tár                  | Pendente |
| 2023 | Melhor Direção          | Tár                  | Pendente |
| 2007 | Melhor Roteiro Adaptado | Pecados Íntimos      | Indicado |
| 2002 | Melhor Roteiro Adaptado | Entre Quatro Paredes | Indicado |
| 2002 | Melhor Filme            | Entre Quatro Paredes | Indicado |

Globo de Ouro
| Ano  | Categoria      | Filme           | Notas    |
| ---- | -------------- | --------------- | -------- |
| 2007 | Melhor Roteiro | Pecados Íntimos | Indicado |

Critics' Choice Awards
| Ano  | Categoria               | Filme | Notas    |
| ---- | ----------------------- | ----- | -------- |
| 2023 | Melhor Direção          | Tár   | Indicado |
| 2023 | Melhor Roteiro Original | Tár   | Indicado |

BAFTA
| Ano  | Categoria               | Filme | Notas    |
| ---- | ----------------------- | ----- | -------- |
| 2023 | Melhor Direção          | Tár   | Indicado |
| 2023 | Melhor Roteiro Original | Tár   | Indicado |